# El techo amarillo
El sostre groc es una película documental de 2022 de la directora de cine catalana Isabel Coixet. Se estrenó en el 70 Festival Internacional de Cine de San Sebastián.

## Sinopsis
En 2018, un grupo de nueve mujeres presentó una denuncia contra dos de sus profesores de la Escuela de Teatro de Lleida, por los abusos sexuales que sufrieron entre 2001 y 2008 cuando eran adolescentes. Fue muy tarde. Por miedo, por vergüenza, porque necesitaban más tiempo para entender y digerir lo que había pasado, el caso fue prescrito y archivado. Sin embargo, no sabían que gracias a sus testimonios se había abierto una puerta y que quizás no todo estaba perdido.

## Reparto
- Violeta Porta
- Goretti Narcís
- Aida Flix
- Marta Pachón
- Miriam Fuentes
- Sonia Palau

## Premios
- Premio RTVE-Otra mirada[5]